# NROL-67
NROL-67 – amerykański wojskowy sztuczny satelita o nieznanym przeznaczeniu, z uwagi na jego tajność. Najpewniej jest to pierwszy z nowej generacji geostacjonarnych satelitów wywiadu elektronicznego, następcy programu Mercury.